# 向西路二巷14号民居
向西路二巷14号民居，是深圳市历史建筑之一，位于中国广东省深圳市宝安区新桥街道上星社区向西路二巷14号。该建筑物建于清朝，属于古建築，为傳統民居。